# Google Analytics
Google Analytics er et gratis webanalyseværktøj, der genererer detaljeret statistik om brugeradfærd på websider. Kerneteknologien i Google Analytics stammer fra et strategisk opkøb af Urchin Software Corp. i 2005. 
Programmet anvendes af over 10 millioner hjemmesider, hvilket svarer til en markedsandel på 82,2%. 

## Kritik i Danmark
Der har i Danmark været diskuteret, om offentlige myndigheders kan benytte af Google Analytics,
Datatilsynet har i 2022 konkluderet, at det ikke er muligt at benytte Google Analytics uden at implementere en række supplerende foranstaltninger, der ikke er inkluderet i Google's produkt.